# Diplazium viridissimum
Diplazium viridissimum är en majbräkenväxtart som beskrevs av Hermann Christ.
Diplazium viridissimum ingår i släktet Diplazium och familjen Athyriaceae. Inga underarter finns listade i Catalogue of Life.